# Giovanni M. Scalese
Giovanni M. Scalese B (* 19. August 1955 in Rom, Italien) ist ein italienischer Geistlicher. Er ist Superior ecclesiasticus der Mission sui juris Afghanistan.

## Leben
Giovanni M. Scalese trat der Ordensgemeinschaft der Barnabiten (Clerici regulares S. Pauli decollati oder Paulaner) bei. Am 20. Juni 1981 empfing er die Priesterweihe. Er stammte aus der römischen Pfarre San Carlo ai Catinari. Er hat Philosophie (1978) und Theologie (1980) an der Päpstlichen Universität Heiliger Thomas von Aquin studiert. An der Päpstlichen Universität Gregoriana studierte er Biblische Theologie (1982) und an der Universität Bologna wurde er in Philosophie promoviert (1991). Er war in Florenz (Collegio alla Querce), Bologna (Pfarre San Paolo Maggiore e Collegio San Luigi), Rom (Generalkurie der Barnabiten), Tagaytay (Philippinen), Bangalore (Indien) und Neapel (Istituto Bianchi) tätig. Nach einer ordenseigenen Diplomatenausbildung wurde er von seinem Orden nach Kabul gesandt.
Papst Franziskus bestellte ihn am 4. November 2014 zum Superior der autonomen Mission sui juris in Afghanistan (Superior ecclesiasticus seu Ordinarius loci). Mit Dekret der Kongregation für die Evangelisierung der Völker vom gleichen Tag wurde er zum Kaplan der Mission ernannt und erhielt alle Rechte und Befugnisse eines Diözesanbischofs und Apostolischen Präfekten. Die Amtseinführung fand am 11. Januar 2015 statt.